# Michel Valke
Michel Valke (Zwijndrecht, 25 agosto 1959) è un ex calciatore olandese, di ruolo centrocampista.

## Palmarès

### Club

#### Competizioni nazionali
- Campionato olandese: 2

PSV: 1985-1986, 1986-1987